# Зелёное (Акмолинская область)
Зелёное (каз. Зеленое) — село в Астраханском районе Акмолинской области Казахстана. Административный центр Есильского сельского округа. Код КАТО — 113637100.
Основано в 1954 году, в советское время село было центральной усадьбой совхоза «Новочеркасский».

## География
Село расположено на левом берегу реки Ишим, в центральной части района, на расстоянии примерно 8 километров (по прямой) к югу от административного центра района — села Астраханка.
Абсолютная высота — 301 метров над уровнем моря.
Климат холодно-умеренный, с хорошей влажностью. Среднегодовая температура воздуха положительная и составляет около +4,2°С. Среднемесячная температура воздуха в июле достигает +20,5°С. Среднемесячная температура января составляет около −14,4°С. Среднегодовое количество осадков составляет около 395 мм. Основная часть осадков выпадает в период с июня по июль.
Ближайшие населённые пункты: село Новочеркасское — на юго-востоке, село Астраханка — на севере, село Шиликты — на северо-западе.
Близ села проходит проселочная дорога «Кайнарское — Новочеркасское». Восточнее, через реку — проходит автодорога республиканского значения — М-36 «Граница РФ (на Екатеринбург) — Алматы, через Костанай, Астана, Караганда».

## Население
В 1989 году население села составляло 1471 человек (из них русские — 43 %).
В 1999 году население села составляло 1225 человек (581 мужчина и 644 женщины). По данным переписи 2009 года, в селе проживало 1065 человек (514 мужчин и 551 женщина).
| Численность населения | Численность населения | Численность населения |
| 1989                  | 1999                  | 2009                  |
| --------------------- | --------------------- | --------------------- |
| 1471                  | ↘1225                 | ↗100 000 000          |